# その着せ替え人形は恋をする
『その着せ替え人形は恋をする』（そのビスクドールはこいをする）は、福田晋一による日本の漫画。『ヤングガンガン』（スクウェア・エニックス）において、2018年3号から2025年7号まで連載された。同誌2025年14号には単行本の最終巻の発売とテレビアニメのSeason 2の放送直前を記念した番外編が、同年16号には「スターゲイザー」のタイトルで特別読み切りが掲載された。略称は「着せ恋」（きせこい）。2025年3月時点で累計発行部数は1300万部を突破している。
実家が雛人形店を経営し、雛人形の顔を制作する頭師（かしらし）という職業を営む祖父を持つ環境が影響し、雛人形制作が趣味となった男子高校生と、見た目はギャルだがコスプレ好きのオタク美少女がコスプレ衣装作りを介して親密になっていく様を描く。
メディアミックスとして、テレビアニメが2022年より製作される。また2024年10月から12月まで、毎日放送にてテレビドラマが放送された。
ちょぼらうにょぽみが漫画を担当する公式スピンオフ『着せ替え人形でchu♡』が『ヤングガンガン』にて2025年1号から連載中。

## あらすじ
プロローグ
祖父の家が雛人形屋で、幼い頃から「雛人形の頭師」を目指す高校1年生・五条新菜は、男子ながら雛人形が好きという趣味のためか、小学校からずっと友達がおらず、ひたすら雛人形と向き合う毎日だった。
初めてのコスプレ
1学期のある日、学校で雛人形用の衣装を作っていたところを同級生の喜多川海夢に見られる。かねてよりコスプレ願望を抱きながらも、自分では衣装を上手に作ることができなかった海夢は、新菜の裁縫に感銘を受けコスプレ衣装の制作を依頼する。新菜は戸惑いながらも、海夢の熱意に絆されコスプレ衣装の製作に取り掛かる。
衣装完成後、海夢は新菜を誘ってコスプレイベントに参加し、コスプレイヤーとしてデビューする。その帰り道の電車の中、新菜はイベントでの海夢について「奇麗だった」と呟く。この言葉は新菜にとって特別な褒め言葉であり、彼の呟きを耳にした海夢は恋に落ちてしまう。
ジュジュ姉妹との合わせ
一方、新菜が作った衣装はSNSを通じて乾紗寿叶（ジュジュ）というコスプレイヤーの目に留まる。新菜の衣装に惹かれた紗寿叶は、彼にコスプレ衣装をオーダーし、話を聞きつけた海夢の提案で、海夢と紗寿叶による合同コスプレ撮影、「合わせ（同じ作品に登場するキャラの衣装で揃えること）」が行われることになる。
3人は、紗寿叶の妹で撮影担当の心寿を交えて準備を進めていくが、新菜は心寿が密かにコスプレ願望を抱いていることを知り、並行して心寿の衣装の準備にも取り組む。そして撮影当日、海夢と紗寿叶の前にコスプレ姿の心寿が現れ、合同コスプレ撮影は大成功に終わる。
文化祭でのコスプレ
その後も、新菜と海夢はコスプレ衣装づくりを通じて仲を深めてゆき、コスプレイベントにも積極的に参加するようになり、コスプレを通じた新たな友人も作る。
そして、学校では初めての文化祭を迎えるにあたって、コスプレもOKなミスコンイベントがあることを知り、海夢が出場することになってクラス全員で一番を取ろうと盛り上がる。また海夢の衣装とメイクを新菜が担当することがクラスに知れ渡り、新菜の技術が評判になったことに加え、新菜も積極的に他人（クラスメイト）に頼ることを覚えたこともあって、それまでクラスで孤立気味だった新菜もクラスの皆と打ち解ける。
造形物作り
新菜はコスプレ用の小道具や装飾物といった造形物作りにも興味を持ち、ネットで知り合った緒方旭（アキラ）というコスプレイヤーに教えを請う。また話の流れで、海夢とジュジュ姉妹、またコスプレで知り合った友人達が、ホラーゲームの衣装合わせコスプレ撮影を行うことになる。この撮影で新菜はホラー用の小道具制作を引き受け、アキラから教えてもらいながら共に造形物制作を行う。
一方、海夢のコスプレ友達でアキラの友人でもある都と涼香は、ジュジュが自身の「低身長で童顔」を気にしてコスプレすることを避けているキャラがあることに気がつき、身長や顔つきを誤魔化して撮影するテクニックを披露し、ジュジュにコスプレさせる。
ホラーゲームコスプレの撮影は、ジュジュが妹のためにホラーが苦手なのを隠して無理に参加していた結果倒れかけたり、海夢を避けていると思われていたアキラの行動が、実は海夢を「推し」すぎだったためで、海夢とツーショットで撮影できた結果とうとう感極まり泣き出したりしてしまうということも起こったが、無事に終わる。
冬コミ参加
今までの経験を経て、すっかり新菜に惚れ込んでしまった海夢は新菜に告白しようと思うものの、なかなかその勇気が出せない。そんな中で冬コミにコスプレで参加することにした海夢は、さらに造形物作りもしたいという新菜の希望を受けて、漫画『天命』のハニエルというキャラを挙げる。その漫画を読んだ新菜は作品にすっかり魅せられ、憑かれたように制作に没頭し徹底的なこだわりでハニエルを再現。海夢がその衣装で冬コミにコスプレ参加したところ、キャラになりきった海夢の立ち振る舞いも相まって大評判となる。SNSで写真を見た漫画原作者が賞賛したり、プロのコスプレモデルにならないかというスカウトが海夢に来たりするほどの反響を呼んだが、そんな海夢を見ていた新菜は複雑な心境で、微妙に海夢との距離が開く。
さらに新菜は、幼い頃に新菜の雛人形への執着を「気持ち悪い」と言って、新菜にトラウマを与えた幼馴染みであるのんちゃん（青柳のばら）と再会したこともあって、海夢との関係がギクシャクしてしまう。海夢はもう衣装製作は頼まないと新菜に言い出したが、コスプレ衣装製作を通して自分の世界が広がったから海夢には感謝していると新菜は話す。さらに冬コミの時の自分の態度は、海夢が多くの人々の人気者になったからだったと打ち明けた。すると海夢は「やきもち焼くくらいあたしの事好きなんでしょ！！」と新菜に言って、その勢いのまま自分も新菜が好きだと告白、それから猛アタックを開始する。
一方『天命』の雑誌編集者は、ネットで見た海夢のハニエルコスプレ写真を見て、雑誌グラビアモデルになってもらおうと必死で身元を探していた。だが海夢は、趣味としてコスプレが続けられたらいいと考え、これ以上目立つことは望まなかった。原作者の賞賛に返礼する海夢と新菜のコメントも、大量のSNSのメッセージの中に埋没し、ハニエルコスプレ美少女の正体は、海夢の知人達以外には謎のままに終わった。
新菜は、海夢と付き合い始めたことを祖父やクラスメイトに打ち明けるが、周囲は「まだ付き合ってなかったの？」という反応だった。一方文化祭を通してクラスメイトとも親しくなった新菜は、孤立していたそれまでとは打って変わり、かつてないほど学校生活を楽しんでいた。また海夢と新菜は、コスプレで知り合った友人達と共に、マイペースにコスプレを続ける。
エピローグ
高校卒業後、海夢は事務所に所属してプロのモデルになるが、コスプレはあくまで趣味にとどめる。一方新菜は「一風変わった」雛人形を作る職人として話題になる。やがて結婚したふたりの間には、日嘉という娘が生まれていた。

## 登場人物
声の項はテレビアニメ版の担当声優、演の項はテレビドラマ版の担当俳優。
一部キャラクターのフルネームは原作では登場しておらず、テレビアニメのキャストロールなどで判明している。

### 主人公とヒロイン
五条 新菜（ごじょう わかな）
声 - 石毛翔弥、高柳知葉（幼少期） / 演 - 野村康太
本作の主人公である男子高校生。3月21日生まれ。岩槻の老舗人形店「五条人形店」の若旦那。1年5組に在籍。大柄な体格で身長は185cm以上もある。堂々たる体格に反して自己評価が極端に低く、引っ込み思案で自己主張も苦手。一人っ子で両親を早くに亡くしており、雛人形職人の祖父と二人暮らしのため、家事も一通りこなす。将来の夢は、祖父と同じく雛人形の顔（頭）を作る職人「頭師（かしらし）」になること。
他の人から都度「真面目」と突っ込まれるほど生真面目な性格で、たとえ同級生でも女子に対しては苗字を「さん」付けで呼び、敬語で話す。しかし、真面目過ぎる性格が災いして、たとえ自分が辛くても無理をしてしまう事が少なからずある。趣味と練習を兼ねて幼いころから雛人形やその衣装の制作をしている。そのため、裁縫に長けているほか、海夢のコスプレ衣装を製作するようになってからはメイクもできるようになった。幼いころに仲良しだった女の子に自身の雛人形趣味を否定され絶交された苦い思い出があり、そのトラウマから自分の趣味や気持ちを隠すようになり、海夢との接点ができるまで友達と呼べる相手もまったくいなかった。また、初めて雛人形を見た時の感動から「奇麗」という言葉が特別な物に対する言葉となり、心から思った時でないと言えない。
自宅兼作業場にあった年代物のミシンが故障したことで、翌日の放課後にこっそりと学校の被服実習室のミシンを拝借し雛人形の衣装を製作していたところ、自宅にミシンがないため同じように被服実習室でコスプレ衣装を作りに現れた海夢と出くわしたことで、海夢と接点ができる。新菜が手にしていた雛人形の頭を見て海夢が褒めてくれたことで、自身の好きなものを初めて褒めてもらえた喜びと、それまで住む世界が違う人だと思っていた海夢から衣装づくりを手伝うよう懇願されたことから、これまで全く接点の無かった漫画・アニメ・ゲーム、そしてコスプレの世界に関わっていくようになる。
コスプレ衣装の製作に対しては極めて真摯に取り組んでおり、原作となる作品を細部に至るまで鑑賞するだけでなく、非常に緻密な三面図を作成した上で、そのキャラクターや世界観に合った生地を選んでから製作する。普段は海夢を含め女性に対する羞恥心が強いが、職人として集中すると身体接触にも気づかなくなり、逆に海夢を困惑させる場面もある。
自分とは対照的にはっきりと自己主張する海夢を尊敬している。一方、恋愛についてはかなり疎く、海夢から好意を持たれている事を全く気づいておらず、「海夢と付き合っているのか」といった趣旨の質問をされても、むしろ自分などおこがましいとさえ思っている自己肯定感の低さ故に全力で否定した。しかし、海夢が男に言い寄られた際（実際には誤解だった）には、咄嗟に庇ったり、海夢が風邪をひいてしまった際には授業を放り出し付きっ切りで看病するなど大切に想っている。また海夢に迫られる淫夢を見て興奮し自慰をした事もあるが、その後海夢と会った時は罪悪感で赤面した。
ホラー系の作品はほとんど見ないため耐性があるかどうか自分でも分かっていなかったが、海夢と一緒に見た際は演出よりも特殊メイクや衣装などの技法の方に興味が行き、恐怖を全く感じていなかった。反面、作品の残酷・非人道的な心理描写などへの耐性が低く、ダメージで心を抉られやすい面が有る。
自身のファッションには無頓着で私服は作務衣とインナー用の無地Tシャツ（基本的に白の半袖だが冬は長袖を着ている）しか持っておらず、外出時の服装は作務衣と素足に下駄（冬は黒の足袋）が基本スタイル。海夢と一緒に服を買い物に行った際も、結局洋服は購入せずに甚平を購入して満足していた。
冬コミの防寒対策として海夢の勧めで洋服を購入したが、普段着ないファッションで緊張してしまい、新菜の洋服姿が見られて笑顔の海夢とは真逆の終始引きつった表情だった。
 喜多川 海夢（きたがわ まりん）
声 - 直田姫奈 / 演 - 永瀬莉子
本作のヒロイン。3月5日生まれ。新菜と同じ1年5組のギャルで、身長は164cmとやや高め。早くに母親を病気で亡くし、父子家庭で育った。父親は、海夢が高校入学前に転勤が決まったため単身赴任しており、普段は一人暮らし。
堂々とした性格の美少女で、どんな事でも物怖じしない。読者モデルとしても活動しており、事務所から専属モデルになって欲しいと何度も懇願される程の人気を誇るが、それを鼻にかける事もなく、陽キャ陰キャなどの分け隔てなく他者を気遣える優しさも兼ね備えている。その容姿から、よくナンパもされるが、声を掛けられても基本的に塩対応であり、また、自身か他者かを問わず、人が愛するものを虚仮にする者は、一切容赦なく切り捨てる。新菜から「行動力！」と内心ツッコまれる程、思ったらすぐ行動に起こすタイプだが、キャラの特徴の捉え方が大体の感じでしかなかったり、説明文をよく読まず撮影スタジオだと勘違いしてラブホテルを予約してしまうなど、良くも悪くも大雑把なところがある。また、新菜に下着同然の肌着を見られても特に気にしないが、キャミソールの上からバストトップが浮き上がっている事よりカラーコンタクトを付けてない事を非常に恥ずかしがるなど、羞恥心が若干ズレている（下着の中でも見られたくない下着は恥ずかしがるなど、まともな場合もある）。食に関してもかなりの大食いで、同級生の古賀から「言う事が野球部のソレ」と言われたりする程に、見た目の綺麗さなどより実（つまり量や味、パンチなど）を重視するなど良く食べるシーンが多い。
かなりのオタク趣味で、アニメや漫画だけでなく（アダルト含めた）ゲーム類まで幅広く嗜んでおり、しかもそれをまったく隠していない。自宅の部屋は一面に推しキャラのポスターが張り巡らされ、痛部屋のような状態である。コスプレを「究極の愛」と表現するほど大好きであり、新菜との出会いをきっかけにコスプレイヤー「まりん」としてデビューする。なお、新菜に依頼したコスプレ衣装の製作する際の材料費などの諸経費は勿論、技術料もきちんと支払っている。また、乾姉妹と知り合った後は、高額な一眼レフカメラを購入（ここでもまた機種選択の基準が自身のイニシャルと同じというだけの大雑把さを発揮）するべく、読者モデルの仕事を増やしている。メイクやコスによる変容ぶりは相当なレベルに有り、交友範囲外の人間にモデルとしてのまりんと気づかれる事はまず無い。コスプレ時はさらにギアが上がるためか、出来上がった写真を見た者が驚愕・畏怖するほどの「憑依・人格変異」レベルのなりきりを見せる。
新菜とは対照的に、手先はかなり不器用。裁縫は苦手で、学校の被服実習室で新菜に初めて披露した製作途中のコスプレ衣装は、裁縫の基本が全く出来ておらず新菜に散々ダメ出しされた。料理は、味は決して悪くはないものの、盛り付けや献立などかなり大雑把なところがあり、肉ばかりで「茶色」の献立になる。また、つけまつげも一人では上手につけられないため、コスプレする際は、新菜にメイクを頼んでいる。カナヅチでもあり全く泳げないが、海は好き。
初めて参加したコスプレイベントの帰り道に、電車の中で半分寝言ながら「とても奇麗だった」と（それも「心から思った時でないと言えない」と説明された後で）新菜に言われたことで、新菜に好意を持つようになる。新菜への好意を自覚してからはアニメや漫画に向けていたような好意を新菜にも向けるようになり積極的にアプローチをするが、全く気付いて貰えていない。
アキラが自分を避けていると（最初勘違いで）思っても特に気にせず、ジュジュに冷たくあしらわれても逆にその態度を笑い飛ばすほど、他人に気さくで物怖じしない。新菜に対しても当初はその態度で、女子に免疫がない新菜を時折からかっていたが、本気で新菜に惚れ込むにつれ、そういった言動どころか時に顔を真正面から合わせることすらできなくなるほど恋に臆病になってしまっていた。だが、新菜と両思いだとわかると、勢いのまま押し倒して告白しそのままキスし、さらにコアラのように新菜に抱きつき続けるなどの猛アタックを始めている。
ブックライブ主催の「マガデミー賞2022」で主演女優賞にノミネートされ、アメリカのアニメサイト「Anime Trending」が主催する「9TH ANIME TRENDING AWARDS（第9回アニメトレンド大賞）」ではベスト女性キャラクターに選ばれた。

### 新菜と海夢の近親者
五条 薫（ごじょう かおる）
声 - 斧アツシ / 演 - 山田明郷
新菜の祖父。新菜からは「じいちゃん」と呼ばれている。雛人形職人「頭師」。「五条人形店」の代表取締役社長。新菜にとっては育ての親であり、頭師としての師匠でもある。新菜に友達がいないことを薄々と感じ取っており、それを気に掛けていた。
新菜がコスプレ衣装を製作するために買い込んだ女性用ストッキングなどを見て驚愕するあまり転倒、腰を打ち病院に担ぎ込まれるも、買い込んだ理由と海夢のことを知ってからは理解を示した。また、海夢の偏った食生活を心配して、今後は五条家で食事するよう勧める等の優しさから、海夢にとって買ったばかりの一眼で「撮りたいもの」に上げられるほど、癒しの対象として心を寄せられる存在となる。
コスプレ制作の事を知って以降は紗寿叶を家に招き入れたり、新菜とレイヤーたちの仲介を自然な流れで行う。
新菜に対してもコスプレ衣装の製作や海夢へ行った化粧の経験が活きて雛人形づくりが上手くなったと褒め、雛人形に関する事だけでなく色々な体験や経験を積むよう頭師として指導する。
五条 美織（ごじょう みおり）
声 - 冨岡美沙子
新菜の従姉。新菜より10歳上なので、25か26歳。髪型はポンパドゥール。新菜のことは「わっちゃん」と呼ぶ。腰を強打して病院に運ばれた祖父を心配して病院に駆け付けたり、車を運転して通院を手伝ったりと、両親ともども祖父や新菜を色々と気に掛けるなど面倒見がよい。母親と共に五条人形店の従業員である。
喜多川 真澄（きたがわ ますみ）
海夢の父。5巻に登場。単身赴任中につきほとんど家には帰ってこない。盆休みを利用して久々に帰宅するが、自身のズボラさを受け継いだ（本人談）海夢が夏休みの宿題をせず遊んでばかりいたために遊び禁止令を出したほか、一人でもちゃんと生活できるようにと自炊するようきつく言いつけている。しかし、自身のいい加減な分量で料理をする癖も、受け継がれてしまっている。早くに妻（海夢の母）と死別し、食の欲求が小さいころから旺盛だった海夢を苦労しながら男手一つで育てており、これらの行動は全て愛娘を思うが故、であるが、海夢一人で食事する時の栄養バランスが最悪である事と、新菜もそれを考慮して食事に誘っている事を知り、自炊に関しては諦めて新菜に任せる事にした。海夢が読モをやっていることについては知っており、応援する立場にある。
後に娘婿となる新菜のことは、海夢との交際時点から非常に気に入っており、海夢抜きで一緒に食事へ行ったりもしていたほど。新菜が結婚の挨拶に訪れた際には、「新菜君と海夢結婚するの？！やったー！！」と諸手を挙げて喜んだ。
五条 日嘉（ごじょう にちか）
若菜と海夢の娘。

### コスプレ関係者
乾 紗寿叶（いぬい さじゅな）
声 - 種﨑敦美 / 演 - 池田朱那
「ジュジュ」というコスネームで活動する、ネット上で人気の美少女コスプレイヤー。6月1日生まれ。エスカレーター方式の女子校である桜ノ宮女子高に通う女子高生で、学年は新菜の1つ上の2年生だが、年齢の割に童顔かつ小柄。新菜と海夢には最初、中学生か小学生だと思われていた。また、五条家の風呂に入って上がった際に新菜と鉢合わせし、そこで下がつるつるである事が露呈される。
海夢同様、堂々とした性格だが、若干ツンデレなところがある。自分は嫌なことでも妹がやりたがっていることなら自分を犠牲にして妹の意向を優先するほど妹想いの良き姉である。一方でかなりの怖がりで、廃墟などの薄暗い場所は苦手。また、ずっと女子校であったため同世代の男子と接した機会が非常に少なく、衣装を褒められて感激した新菜に手を握られた際には衝撃のあまり失神している。幼いころに魔法少女に憧れ、現在は魔法少女アニメや女児向けアニメのキャラクターのコスプレをしている。コスプレ衣装や写真のクオリティーが極めて高く、海夢にとって憧れの存在であるが、コスプレイベントには顔を出さないため、謎の人物と言われていた（一部では本当に実在するのか疑われていたほど）。
新菜が初めて製作した「ヌル女2」の雫の衣装でコスプレをした海夢がネット上にその姿を投稿した写真を偶然見つけ、その衣装の出来栄えに一目惚れした。そして海夢が翌日のコスプレイベントに参加することを知り、こっそりと現場に駆け付け、新菜をストーキングして新菜の自宅が「五条人形店」であることを掴み、後日直接店を訪れ、前述の風呂場で裸を見られた事を半ば脅しにして自身にもコスプレ衣装を製作するようその場で依頼する。その後、海夢との併せの中で一目惚れしたのは新菜の衣装の出来だけが原因ではなく、海夢の持つ人格変異ともいえるレベルのキャラへの入り込みと相まっての事だったと悟る。
ちなみに紗寿叶本人はあくまでも趣味でコスプレをしているだけで、世間に公表するつもりは無く、他人からの評価も全く意に介さない。写真を撮ったりネット上に写真を上げているのは全て妹の心寿によるものであり、「ジュジュ」というコスネームも心寿の考案である。
乾 心寿（いぬい しんじゅ）
声 - 羊宮妃那 / 演 - 豊島心桜
紗寿叶の妹。9月29日生まれ。中学生だが、姉とは対照的に身長は178cmもあり、新菜の制服がほぼぴったり着られるくらい大柄。後述するコスプレで新菜から借りた制服(シャツ）のボタンが弾け飛んでしまうほど胸も大きい。
堂々たる体格に反して気がとても弱く人見知りする性格だが、姉の紗寿叶との仲は大変良く姉のことを尊敬している。ただし、趣味に関してはお互いの好みにズレがあり、紗寿叶が大の苦手とするホラージャンルが大好きであるため、常に姉であろうとする紗寿叶にとっては頭の痛い点となっている。姉がコスプレする際は父親から借りた一眼レフカメラでカメラマンを務めているほか、撮った画像を加工してネットにアップするなどパソコンスキルも高い。しかし、内気な性格ゆえに見知らぬフォロワーへどう返事して良いかわからず全てスルーしてしまい、この事が「ジュジュ」が誰とも絡まない謎のコスプレイヤーと呼ばれる原因の一つとなっている。
一方で、自身も密かにコスプレ願望を抱いていたものの、姉と比べると絶対に似合わない、変なコスプレをして姉に嫌われるのが怖い等の理由から思いとどまっていたが、新菜から「お姉さんは乾さん（心寿）を否定するような人ではない」と背中を押され、念願であった「烈!!」の颯馬のコスプレをする事になった。
高校生よりも限られている中学生の資金でコスプレ衣装を準備するという厳しい条件だったが、新菜の高校の制服と作品の制服が似ていたので新菜から提供を受け、男装用のセットは最低限の価格で揃えられるものを工夫して颯馬になった。ただし、材料費以外の対価（技術料など）が必要である事まで思い至れず、新菜も厚意で受け取らなかった事を察した紗寿叶が払った。海夢との合同コスプレ撮影後、自身も高校生になったらバイトして貯めたお金でコスプレする事を決意、合わせなどにも参加し「姉と一緒のコスプレ」という新しい楽しみを始めている。
伊藤 涼香（いとう すずか）
声 - 三宅麻理恵
コスプレイベントでカメラマンとして参加。イベントを通じて海夢と交流が生まれ、後に新菜が独自に連絡を取ったアキラの友人でもあることが判明する。コスプレイヤーの写真をよく撮っており貸しスタジオ等でも撮影をしている。コスプレ姿に萌えることを「栄養補給」と称し、時々発せられる「野生の男子高生」、そういった要素が無い作品の良さを「えっちで良い」と評するなど所謂「腐女子」的なセリフと穏やかな外見のギャップが特徴。また、自身が未確認のコスプレ写真の存在を漏らさず感知し開示要求をし、初見のゲームプレイ後の観想を必ず聞かせる様に新菜に念押ししたり、「女装」と「新菜」というワードが耳に入るや否やその予定の有無について喰いつく等、自身の欲望に非常に忠実である。
新菜曰く、心寿と並んで撮影が上手とのこと。機種は明らかになっていないがオリンパスのミラーレス一眼カメラPENを使っており、後に海夢と同じ機種も購入している。
緒方 旭（おがた あきら）
涼香と都の友人で、作中ではハンドルネームの「アキラ」名義で主に表記されている。SNSにて造形の製作過程をアップしている。その出来栄えに興味を持った新菜がダメ元で感想を述べたところ返事して新菜と接点ができ、実は涼香の友人であったことも判る。新菜は初めて対面するまで「アキラ」という名前から男性だと信じていた（逆に旭も新菜を女性だと信じていた）。のち、新菜に造形のイロハを教えるようになる。
幼いころから漫画・アニメが好きだったが、理解のない両親、特に母親の圧力により無理やりそれらと手を切らされ、次第に自分を押し殺すようになってしまい中学、高校と内心辛い毎日を過ごしていた。短大に進学したのを機に一人暮らしを始め一定の自由を得、たまたま街中でガチャガチャをしていた時に涼香と都から声を掛けられたことで二人と接点ができ、二人と仲良くなってから自分が救われたと感じた事に大きな恩を感じおり、涼香達に頼まれればそれほど趣味ではないコスプレもするなど、彼女たちの願いは出来るだけ叶えたいという考えを持っている。
海夢と一緒にいることを躊躇い話したくない、近くに来て欲しくないと発言しているが、それは苦手意識からではなく、海夢を姫と呼び崇拝レベルに押しており、海夢と直に遭遇するとまともな言語を発せられなくなってしまいダメな大人の姿を見せてしまう事を避けたいが故だった。心寿により海夢とツーショットを撮った際には感極まってしまい、涼香の言うところの「汚ねぇ声」を上げ号泣し中学生の心寿に介抱されるほどの状態になってしまった。
都（みやこ）
涼香とアキラの友人。苗字は不明。コスプレイヤーで、キャラになり切るためにスレンダーな体系や性差などをカバーすべく続けてきた努力により、メイクの腕前や見せるためのアイディアが達人級であり、女性キャラはもちろん男装も難なくこなせる。「心の安寧」のために推しグッズ（人形）を常に持ち歩いており、同じく雛人形の頭を持ち歩いたりしていた新菜の共感を呼んだ。
天野 千歳（あまの ちとせ）
声 - 村瀬歩 / 演 - 塩﨑太智
「姫野 あまね（ひめの あまね）」というコスネームで活動する、水族館で開催されたコスプレイベントで登場したコスプレイヤー。コスプレ会場でスカートのホックを落としてしまい困っていたところ、新菜達に助けられる。新菜達との接点ができてからは、海夢に女装メイクの注意点やお勧めの店を教えるなど交流を深める。生地からコスプレ衣装を製作する新菜達とは異なり、コスプレ衣装やウィッグは完成品を購入している。
コスプレした姿や立ち振る舞いは女性そのものだが、れっきとした男性。年齢は20歳で、女装メイクを落とした普段の姿は、新菜達が思わずどぎまぎする程の美青年である。
元々コスプレは姉の思い付きで高校2年生の時に女装したのがきっかけであり、それまでは男らしくない自身の容姿を嫌っていたが、好きなキャラクターのコスプレをする事で自分以外の誰かになれる気がして少しずつ自信が持てるようになった。その後も姉や母親から女装メイクのアドバイスを貰いながら、女装コスプレを続けていた。しかし、大学に入学してから付き合いはじめた彼女を自宅へ招いた際にコスプレ衣装を見つけられてしまい、浮気を疑われたため女装が趣味であると正直に答えるが「気持ち悪いから捨てて」と言われ、コスプレを止めてしまい自分らしさを失った未来の己の姿を想像し怖くなり、それならばと衣装ではなく彼女の方を切り捨てたという豪快な経験を持ち、思った事は遠慮せずはっきり言えたり涼香の前でさっさと着替え始めたりなど外見からは想像できない図太い面も持つが、基本的に優しい人柄であり仲良くコスプレを楽しむ海夢と新菜の姿に、いつまでも仲良くコスプレを続けて欲しいと願う温かな一面を見せていた。
宇佐見 創（うさみ はじめ）
声 - 佐々木睦
手芸用品専門店ユサワヤ（アニメ版ではモデルとなったユザワヤの名がそのまま使われている）のベテラン男性店員。新菜達にコスプレ衣装製作に関していろいろと親身になってアドバイスを送ってくれる穏やかな初老紳士。最初、新菜に三面図を見せられた時には新菜本人がコスプレ衣装を着るのだと勘違いしていたが、後に海夢のコスのための製作用と判り、素材選びをする二人を温かく見守るなど陰ながら応援している。

### 1年5組
新菜と海夢が在籍するクラス。
菅谷 乃羽（すがや のわ）
声 - 武田羅梨沙多胡 / 演 - 矢野ななか
1年5組の女子。よく海夢と一緒にいる友達の一人で、カラオケが好き。黒髪ベースに赤のインナーツートンのヘアカラーをツインテールにまとめ、よくキャンディーを口にしている。最近海夢と一緒にいるようになった新菜に対し「付き合っているのか」とカラオケで問い詰め新菜が慌てて否定すると、「付き合えばいーのに。」とこぼしている。
時折、海夢といる新菜をじっと見つめる描写がある。
八尋 大空（やひろ だいあ）
声 - 雨宮夕夏 / 演 - 木内舞留
1年5組の女子。セミロングの外ハネヘア。1巻から登場しているが、人物としての初出はハロウィンパーティーでゾンビナースに仮装した時以降は学校で海夢達と一緒に登場する親友。最初、海夢が新菜にウザ絡みしていると勘違いし、助け舟を出すなどサバサバした中にも気遣いが垣間見える人柄である。
山内 瑠音（やまうち るね）
声 - 関根明良
1年5組の女子。ロングヘアのセンター分けで、おっとりタレ目が特徴。よく語尾を伸ばす。1巻から登場しているが、人物としての初出はハロウィンパーティーで特攻服で仮装した時。以降は学校で海夢達と一緒に登場する親友。海夢の親友達に気遅れ気味の新菜にも当初から気さくに話し掛けるなど友好的であり、学園祭のイベントの際に海夢がコスプレするキャラが大好きと公言し、それをハイレベルに造り上げる新菜の作業を常に気に掛け注目している。
森田 健星（もりた けんせい）
声 - 内田修一 / 演 - 山谷幸仁
1年5組の男子。四季からはくそバカと言われており、声がデカく悪気はないがズケズケと人に聞いてきたりと遠慮がない。小学校の時に社会科見学で岩槻の雛人形工房に行ったことがあり、雛人形職人を「超人」と絶賛している。物事に臆しない堂々とした性格、行動から海夢の男装コスの際の「男に見せる為の振る舞い」のモデルとなった。
海夢が見せたあまねのコスプレ写真に一目惚れし、紹介してくれと頼むも男だと知ると瑠音に「こんなに早く失恋した人初めて見た。」と言われた。年上好きらしい。
柏木 四季（かしわぎ しき）
声 - 小松昌平 / 演 - 樫又龍ノ介
1年5組の男子。メガネをかけている。目つきや性格、口調はキツめだが海夢達の中では割と常識人。美容師の専門学校に通う兄がいるため、新菜が女性へメイクできることに疑問を覚えず、疑問を持ったクラスメイトに対して「男でも出来る奴は出来る」立派な特技として周囲へ認知させると共に海夢以外の人間とは馴染めなかった新菜がクラスに受け入れられるきっかけを作る。
学園祭の時に衣装と内装を流れでそのまま掛け持ちしようとした新菜を、衣装に集中するようにたしなめた。
年上好きと公言しており、旭に一目惚れして即座にアプローチをかけるも海夢に一途なのを察してショックを受け、「喜多川のどこがいいんだよ。」と作中2番目の速さと思われる失恋をぼやいた。
古賀 岳琉（こが たける）
声 - 八代拓
1年5組の男子。クラスのまとめ役としても活躍する陽キャの具現化の様なイケメン。左耳につけている釘ピアスが特徴。
旭に「新菜の友達?」と聞かれた際も即座に肯定し、はっきり友達と言える存在が海夢しかいなかった新菜を喜ばせた。その際に初対面の旭にタバコの匂いを嫌味なく指摘出来る等、明確なエピソードや描写は無いが女性の扱いにも慣れている一面を伺わせる。
村上 公輝（むらかみ こうき）
声 - 廣庭渓斗
1年5組の男子。短髪で髪は染めているが、とてもシャイ。プライベートではマスクを着用したりフードを被る描写が多い。生ホスガチ勢で、その事を若干恥ずかしく思うも新菜からは「何ら恥じる事が無い。」と言われるなど新菜によって心を軽くしてもらった数少ない男子。「友達が麗様の衣装を作ったと妹に自慢する。」と海夢のコスプレ写真を撮った際は、女子カーストのトップに君臨する美少女の海夢を相手に首から下（要するに衣装だけ）のみを撮り、「ガチのガチ」と言われた。新菜と同じく紬様推しで、「五条だから言うけど。」と紬様への愛を語るなど、あまり大っぴらにしていない自身の内なる嗜好について理解し肯定してくれた新菜に信頼を寄せている。
新菜に「格好いい」と褒められたお礼に家系ラーメンを奢った際、「遠慮しそうだから」と餃子を二人分頼んで食べさせようとするなど気遣い上手な一面もある。また、餃子の美味しさを絶賛して密かに店員を喜ばせている。
河西 成蘭（かわにし せいら）
声 - 若山詩音 / 演 - 齋藤美雪
1年5組の女子。セミロングのメッシュカラーヘアで小柄な体型。新菜達がある作業で行き詰まっていた際にダッシュで汗だくになりながらサポートする優しさを持ち、時短に大きく貢献した。その時に新菜と海夢からお礼を言われ、その際に言った「頼られて気持ち良い」の一言が新菜の奥底の考えに大きな影響を与えることになる。
大塚 加恋
声 - 湯浅かえで
1年5組の女子。アニメ版にてハロウィンイベントの時、成蘭と共に後から合流してきた。
花岡 多絵（はなおか たえ）
声 - 清水彩香 / 演  - 乾りさこ
1年5組のクラス担任教師。ぽっちゃりな女性。教師と生徒間にありがちな精神的垣根を全く作らない人柄により生徒達から慕われており、「花ちゃん」と呼ばれている。

### その他の人物
青柳 のばら（あおやぎ のばら） / のんちゃん
声 - 菅野真衣
第1話の冒頭にて新菜が見た夢の中で出てきた、美織の家の隣に住んでいた幼い少女。テレビアニメ版Season 1第1話のエンディングのクレジットでは「のばら」と表記されたが、原作でフルネームが判明したのは、Season 1放送後に公開された第104話である。両親を亡くし塞ぎこんでいた新菜を色々と気に掛けていたが、新菜が女の子の人形（雛人形）が大好きなことを知ると「気持ち悪い。」と言い放ち、新菜と絶交。それが新菜にとっては大きなトラウマの元となり、今なお夢に見ることがある。
その後引っ越したため疎遠になっていたが冬コミの後に地元に戻り、トラウマになった出来事について新菜に謝罪した。
司波 刻央（しば ときお）
漫画家。「天命」の作者。自作に対する強いこだわりを持っており、以前渋々自作のアニメ化の許可を出したもののその出来が不満であったため、「天命」に対しては絶対にアニメ化の許可を出さないと決めている。
溝上 将護（みぞうえ しょうご）
漫画家。自作「ハッピーバッドエンド」が実写映画化されている実力派。司波刻央とは新人時代からの友人で、気難しい司波とも気さくに話す間柄。
妹尾
雑誌編集者で、溝上の担当。編集者としてやり手で知られている。ハニエルのコスプレイヤーに注目し、身元を確認しようと躍起になる。

## 劇中劇
聖♡ヌルヌル女学園 〜お嬢様は恥辱倶楽部ハレンチミラクルライフ2〜（セイント♡ヌルヌルじょがくえん 〜おじょうさまはちじょくくらぶハレンチミラクルライフ2〜）
アダルトPCゲーム。略称は「ヌル女2」。シリーズテーマ曲は「ヌルヌル♡ぴゅあは〜と」。
学園長の孫である主人公が訳あって男一人で女子高に入学するというハーレムもの。攻略対象を性奴隷とする凌辱系のアダルトゲームだが、海夢曰く「基本愛ゆえの性奴隷だし大丈夫、割と安心」とのことで、悲劇的な展開は少ない模様。近いうちにアニメ化もされる程人気のゲームであり、何気に泣けるイベントが多くあるらしい。年齢制限のあるゲームであるため、その事を新菜が海夢に恐る恐る尋ねるも当然の如くスルーされた。
新菜と海夢が友人となるきっかけとなったゲームであり、海夢が「黒江雫」のコスプレ衣装を新菜に依頼するところから、本作が動きだす。
なお、黒江雫が登場するのは「2」からだが、新菜が衣装を制作するための資料として海夢から「1」と「2」両方を借り、最終的にどちらもゲームクリアまでプレイした。
黒江 雫（くろえ しずく）
「ヌル女2」の登場キャラクター。イメージカラーは紫。海夢からの愛称は「雫たん」。性格の描写はほとんどないが、海夢の感想からおそらくツンデレキャラだと思われる。
海夢が不器用ながらも自らコスプレ衣装を作ろうとしたり、彼女の寝室には「ヌル女」関連のタペストリーやポスターなどのグッズを壁一面に飾っていたり、ベッドに雫の抱き枕カバーも置いてある事、さらに雫の誕生日をわざわざ新菜と一緒に祝ったりする事から、海夢が最も好きなキャラクターだと思われる。そのため、衣装に対するこだわりも一際強く、「乳袋」や「チュールからのガーター透け」など限りなく忠実に再現した新菜を大絶賛した。
新菜が最初に制作したコスプレ衣装であり、雛人形と動く生身の人形との衣装の違いなど衣装造りに不足していた部分が洗い出されるなど収穫も多く、後に文化祭イベントで雫が着る恥辱喫茶版の衣装も制作した。
制服版の衣装の完成後は、完成した日当日に新菜の部屋で撮影し、翌日に開催していたコスプレ会場に参加した。
恥辱喫茶版の衣装の完成後は、サンシャイン水族館で開催していたコスプレイベントに参加した。
なお、海夢が衣装を着る際は自身の内股部分に正の字（裏メニュー表）を書き込むなど見えない所まで再現している。

フラワープリンセス烈!!（フラワープリンセスれつ）
女児向けテレビアニメ。略称は「烈!!」。全126話とかなりの長編もの（アニメでは2006年2月5日から2008年10月26日まで放送された設定になっている）。作中では結構有名なアニメのようで、既に放送終了している。アニメではこの作品のシーンだけわざと左右にサイドバーを付した4:3ノーマルサイズかつやや画像がぼやけた感じで作画されており、1990年代から2000年代あたりをイメージした古い作品であることを窺わせている。
ジャンルは「魔法少女もの」だが、実際に登場する魔法少女たちは魔法をあまり使用せず、ほぼ殴り合いで解決しているのが特徴。魔法少女は「プリンセス○○（花の名前）」と呼ばれるが、魔法少女の証であるフラワージュエルが負の感情により黒く濁りきると花の名前はそのままに「ブラック○○」と称され、悪側となる。
また、登場人物の人間関係がかなり複雑らしく、設定などには書いていないものの映像内の演出で描写されており、海夢と紗寿叶曰く「観てると空気で分かる」とのこと。
なお、「烈!!」に登場する男子高校生の制服は新菜が通う高校の制服と酷似している。　新菜がコスプレ衣装を制作するための資料集めに際し、海夢が全話収録のコンプリートボックスを持っていたため途中まで彼女の部屋で一緒に鑑賞し、最終的に全126話を全て見た模様。
二階堂 シオン（にかいどう シオン） / ブラックリリィ
声 - 宍戸留美
「烈!!」の登場キャラクター。海夢からの愛称は「シオンたん」。生意気で協調性が無く、姉のネオン以外には無愛想な態度を取る。姉の幼馴染である朔夜の事を片思いしている。デフォルメ化した口の悪いフラワーペット（声 - 菊池こころ）を常に連れている。
当初は魔法少女プリンセスリリィとして、主人公の天花寺(てんげいじ)ミライ / プリンセスディジー（声 - 丹下桜）のライバルキャラであったが、姉のネオンが敵側勢力に所属している事を知り悪堕ちし、以降はブラックリリィとして主人公と敵対する。
紗寿叶が新菜にブラックリリィの衣装の制作を依頼した。なお、海夢も自身の通学カバンにシオンのストラップを付けるほど好きなキャラクターではあるのだが、紗寿叶にシオンのコスプレを勧められた際には「長身である自分が小さくて華奢なシオンのコスプレをするのはイメージが壊れる」という理由できっぱりと断わっている。
衣装の完成後は、新菜達と紗寿叶が共有で借りたスタジオ（廃病院）で心寿が用意した一眼レフカメラで撮影した。
二階堂 ネオン（にかいどう ネオン） / ブラックロベリア
声 - 桑島法子
「烈!!」の登場キャラクター。海夢からの愛称は「ネオンおねーたま」。
シオンの姉で、ミライの兄である颯馬とは幼馴染で片思いしていたが、同じく幼馴染である朔夜が颯馬と付き合っていた事を知り失恋。そのショックからフラワージュエルが黒く濁り、ブラックロベリアに変貌。以降は主人公達と敵対する。黒いフラワーペット（声 - 宮田幸季）を連れている。
普段の姿とブラックロベリアとでは外見がだいぶ異なっており、ブラックロベリアに変身すると髪は灰色、瞳は赤と青のオッドアイになる。その変貌ぶりから当初は妹のシオンですら気付かなかった模様。
なお、二階堂姉妹は放送当時、主に女子小学生と成人男性を中心に人気を博した模様。
新菜は紗寿叶から依頼されたブラックリリィと併せて、海夢のためにブラックロベリアの衣装の制作をした。
衣装の完成後は、新菜達と紗寿叶が共有で借りたスタジオ（廃病院）で心寿が用意した一眼レフカメラで撮影した。
天花寺 颯馬（てんげいじ そうま）
「烈!!」の登場キャラクター。心寿からの愛称は「颯馬お兄ちゃん」。
ミライの兄であり、妹が困った時はすぐに助けたりするなど妹思い。実は男友達の朔夜と付き合っており、ネオンがブラックロベリアとなる起因となった人物。
心寿が密かにコスプレしたいと思っているほどに好きなキャラクターであるが、姉のように自分がコスプレしても似合うはずがないと半ば諦観していた。しかし、その秘めた思いに気付いた新菜からの助言を受けコスプレする事を決意した。
なお、心寿はまだ中学生でありバイトが出来ずお小遣い制のため、衣装代を用意出来なかったが、新菜が通っている高校の制服が非常に似ていたため、彼の制服を借用する事で大幅に費用をカット、実際にコスプレに掛かった費用はウィッグやBホルダー、100均コスメや肩パッドなどの小道具のみで済んだ。

KILLING GIGS
対戦型格闘ゲーム。略称は特にない模様。
登場人物も殺し屋や悪徳警官にヤクザなど物騒な連中ばかり集めて、どちらが勝利するかを金持ちが賭けをするという設定のため、海夢によると登場人物の性格も全員「終わってる」らしい。
ゲーム自体は本作の数年前（海夢達が中学1年生のころ）に発売され、海夢以外にもコスプレする人がいるなどから、現在でも人気なゲームである模様。
VERONICA（ベロニカ）
声 - 関根明良
「KILLING GIGS」の登場キャラクター。海夢からの愛称は「ベロニカたゃ」。
懲役6万年の囚人。非戦闘時には拘束具を身に着けており、性格はかなり凶暴な模様。褐色肌でギザ歯、ジト目が特徴で、海夢が一押しなのが「下乳」であり、曰く「健康的な下乳を見ると健康になれるから最高‼」とのこと。
新菜が制作したコスプレ衣装の中では最も布面積が少ない衣装であり、その分肌（特に胸部分）の露出が最も多く、制作したものの新菜が「布面積が小さすぎて恥ずかしくて見れません」言われ、恋心を自覚して以降の海夢も恥ずかしさに気付いたため、作中では唯一海夢が直接着る描写無かったが、原作第64話にて周囲の人間から「太った？」と指摘され、最初はあまり深刻に考えていなかったものの新菜の作ってくれた「体形に合わせた衣装」の装着の可否に思い至り、慌ててすべての衣装を合わせるシーンにて着用、唯一装着可能だった衣装でもある（しかしベルトの上に下腹部の肉が乗っているのが目に入り、「太った」事を明確に海夢に突き付けた衣装となった）。

超売れっ子高校生ラノベ作家の俺が毎晩サキュバスに迫られて困っています
日常系四コマ漫画。略称は「サバこま」。作者は「かにみそ」。
ラノベ作家である主人公の要（かなめ）は夜にラノベを書いているため、基本的に夜には全然眠らず、サキュバスのリズが主人公を眠らせるために色々頑張る物語。
なお、サキュバス自体を知らなかった新菜が、海夢からサキュバスの概要（男にエロい夢みせて精気吸い取って殺す悪魔）を聞いた時には思わず、物騒な内容と誤解した。
新菜と海夢が立ち寄った漫画喫茶に置いてあり、その帰りに本屋で全巻購入した模様。
リズ
声 - 久野美咲
「サバこま」の登場キャラクター。海夢からの愛称は「リズきゅん」。一人称は「ボク」。
サキュバスの女の子で、主人公の要（声 - 白井悠介）を色々な手法で眠らそうと頑張っているが、子守り唄を歌えば自分が眠ってしまい、チョコなどのお菓子で簡単に言いくるめられる事からかなりの能天気キャラ。
海夢は当初、リズなどの可愛い系キャラクターのコスプレはシオンと同様、自分には似合わないと思っていたが、その理由が身長差によるものでは無く、髪型（ハーフツイン）である事から新菜にやってみたらどうかと勧められ、コスプレすることになった。
「KILLING GIGS」のベロニカほどでは無いが、肌の露出が多め。また、今まで若菜が制作した衣装に比べ、キャラクターがデフォルメ化されており、衣装の細部まで描写されていなかったため、ほとんどの部分を新菜自身の想像で作製した。
衣装の完成後は、海夢がスタジオと勘違いして予約したラブホテルの一室で撮影したが、アングルに熱中するあまり過激な態勢を取ってしまっている事に気づかず、隣室からの嬌声により我に返った際に部屋の雰囲気も相まってドキドキが最高潮に達し危うく一線を超えかけた。

スペースアイドル コスモラバース
育成シミュレーションゲーム。略称は「コスラバ」。
プレイヤーがマネージャーとなり担当アイドルを宇宙一のトップアイドルに育成しつつ同時に交際も出来る。しかし所属事務所やファン、他のアイドルなどに交際していた事がバレるとクビ（ゲームオーバー）となってしまい、担当アイドルとも破局するという設定。
初瀬川 昴（はつせがわ すばる）
声 - 菊池紗矢香
「コスラバ」の登場キャラクター。海夢からの愛称は「すばるん」。
星守アイドル高校という学校に通っている女子高生。とても自信満々な性格で大人しめな容姿だが気か強く、自身を「宇宙一可愛いアイドル」と称する美少女。海夢によると、マネージャー（プレイヤー）一途でファンサービスはほぼ塩対応にも関わらず、アイドル総選挙では第2位とかなりの人気ぶり。

こちら月夜野♡カンパニ〜（こちらつきよの♡カンパニ〜）
コメディーアニメ。略称は「こちカン」。
どんな依頼も引き受ける何でも屋「月夜野カンパニー」に所属するバニーガール三人娘が、標的であるヤクザ「暁組」の組長を様々な手段で暗殺を試みるという物語であるが、コメディー作品であるため誰も死ぬ事はなく暗殺も必ず失敗するが、海夢曰く「オチが分かっていても面白い」とのこと。敵対しているヤクザですら可愛らしく表現されており、中でも「若頭」はイケメン＆イケボなのに天然キャラというギャップから一番人気らしい。
十六夜 ありさ（いざよい ありさ）
声 - 島袋美由利
「こちカン」の登場キャラクター。海夢からの愛称は「ありしゃ」。
「月夜野カンパニー」のバニーガール三人娘の一人。一見クール系だがドジっ娘で、仲間想いの優しくて良い子。
第1話ではバニースーツが月夜野カンパニーの制服である事に不満を爆発させていた。バニースーツと燕尾服を併せた衣装を着ている。
バニースーツを制作するにあたり、アニメで見た通りに再現しても胸部分の布がずり落ちてしまい解決策を見いだせずにいたが、手芸用品店の店員である宇佐見からのアドバイスを受け無事に製作出来た。その際、宇佐見から衣装の胸がずり落ちる事は無い事を聞かされた海夢が「ありしゃみたいにぺろんってなんないんですか！？」と大きく落胆、海夢独特の感情が動くポイントのずれが炸裂し新菜と宇佐見を困惑させた。
衣装の完成後は、コスプレ撮影が趣味の涼香から教えて貰ったスタジオで撮影した。なお、その際、新菜が困らないように海夢なりに露出対策をしたが、その対策が肌色のストッキングの重ね穿き程度のものであり、新菜にとってそれは肌同然のものであり全く意味を無さなかった。
天城くれは
声 - 髙橋ミナミ
「こちカン」の登場キャラクター。白のバニーガール衣装にストッキングを着用。非常に非力で、ターゲットを仕留めようと刀を構えたはいいものの、刀の重さに体勢を維持できなくなるほど。
御神楽こまり
声 - 花守ゆみり
「こちカン」の登場キャラクター。海夢からの愛称は「こまりん」。ピンクのバニーガール衣装に網タイツを着用。海夢は、タイツはこまりのタイプが一番好きと言っており、友人達と共に参加した渋谷のハロウィンイベントにhあありさの黒のバニーガール衣装に、網タイツを組み合わせたオリジナルのバニー姿（ウィッグ無し）で注目を浴びる。
神影ルナ
声 - 井上麻里奈
「こちカン」の登場人物。「月夜野カンパニー」の社長で、通称ルナ社長。大人っぽく落ち着いた姉御肌の女性で、よく葉巻をくわえている。
海夢と新菜が、涼香に教えてもらったルナのコスプレ写真を見てその完成度に驚く。また海夢はその写真の背景に使われていたスタジオをとても気に入って、同じスタジオで自身のありさコスプレ写真の撮影を行うことにした。
当初新菜は本人と知り合う前だったが、この時のコスプレは緒方旭が行っていたもので、後に旭本人から教えてもらって新菜がやっと気づいた。

生徒会長はNo.1ホスト
ラブコメディ（逆ハーレム）ものの少女漫画。略称は「生ホス」。
漫画は累計1000万部を突破しており、アニメ化だけでなく既に実写ドラマ化＆映画化もされた程の人気作。特に実写ドラマ版では多数のイケメン俳優が出演しているのにも関わらず、MICO（みこ）という人気女優が男装して主役である「鴻上麗（こうがみ れい）」を熱演し、一番人気となった事で有名。
少女漫画が原作ではあるが、男性でも面白く見れる作品であり、海夢のクラスメートでも男女問わず多数視聴していた。中でも主人公の「三島暦（みしま こよみ）」と公園のベンチで二人で密かに暦の弁当を食べる場面が特に感動するとクラスメートでも時折話題になる。また、麗のエース（担当ホストに最もお金を使う客）である「紬 十喜子（つむぎ ときこ）」も下手な優男よりも男気のある性格から人気キャラクターの一人である。
鴻上 麗（こうがみ れい）
声 - 矢野妃菜喜
「生ホス」の登場キャラクター。ファンからの愛称は「麗様」。
「容姿端麗、成績優秀、スポーツ万能に加え人柄も良い」とまさに絵に描いたような完璧超人。ただ、外見で結果的に目立っているだけで本人の性格は控え目であり、生徒会長もホストも推薦や頼まれたからやっているだけで基本的に積極的ではない模様。
両親が亡くなり兄が生活費のためにホストクラブで働いていたが、忘れ物を届けに行った日に、偶々人手が足らなったため、男装したうえで自身もホストをすることになった。ある日、接客で忙しく、食事がとれず、公園のベンチで休憩していた最中に主人公である暦と出会う。その麗しさだけでなく、女性だからこそ同性の気持ちが分かるため、細かな接客で人気No.1ホストとなった。しかし、学校でも店でも常に張り詰めており、一日の終わりに暦と一緒にお弁当を食べる時が一番気が休まるが、暦に本心を伝えても自分がホストであるため、信じてもらえない事に葛藤する。
新菜達の通う学校で開催される文化祭のメインイベントとして男装限定のミスコンの衣装として製作することになった。当初、新菜は無理と思いつつも文化祭の内装の仕事と掛け持ちする気でいたが、クラスメート達から衣装製作に専念するよう指摘され、その後もクラスメート達の応援も有って無事に製作できた。しかしイベントにおいて撮影が禁止されていた事、後片付けなどが有り時間的な余裕が無かったために写真を残す事が出来ず、男装コスからしか摂取出来ない栄養を摂り損ねた涼香と都が絶望しかけた（直後、心寿の颯馬コス写真を見せて貰えた事で「危うく命落とすところだった」のを辛うじて回避出来た）。

棺（ひつぎ）
教会で暮らしているシスターが順番に殺されていくが、誰が殺しているのか、というホラーノベルゲーム。序盤は血の繋がりはないが、シスター6人で支え合って同じ時間を過ごし、家族としての絆を深め、平穏な日々を繰り返す。しかし次第にトゲのある言い方が増え、会話が噛み合わなくなり、セーブデータが全て消えてロード出来なくなる。
旭やミヤコと出会ったコスイベの来週の日曜日にミヤコが他のレイヤーと合わせをする予定だったが、他のレイヤーが皆仕事で難しいことから、ミヤコと旭だけで撮る予定となる。居合わせた海夢やあまね、海夢に声を掛けられた紗寿叶（最初は断ったが、それを知った心寿の悲しそうな顔を見て参加を決めた）、もう一人足りないという理由で心寿も参加することになる。
来週の日曜で衣装が間に合わない、かつダイエット中の海夢は初の既製品でのコス参加となる。新菜は小道具作りの手伝いとして参加し、作中で何が出てくるのか把握するために海夢からゲームを借りてプレイする。
その夜、事故で電車が止まっており、駅も混んでいたことから、海夢の家に泊まることになる。しかし泊まるのは「越えてはいけない一線な気がした」新菜は寝なければいいという理由でエナジードリンクを飲んで徹夜でゲームをプレイしてクリアした。衣装を作らない分、普段に比べてより内容に集中した結果、衝撃的な結末を迎えるゲーム内容にエナジードリンクを飲まなくても眠れなかっただろうと思った。また前夜の買い出し時に海夢がウキウキわくわくで準備した朝食も食欲が無くなってしまい食べられなかった。
クリア時間は約7時間。海夢はホラー映画は苦手だが、『棺』は絵が可愛いという理由で余裕だったらしい。
ミラ
コスでは心寿が担当。シャーロットがミヤコ、ソフィアが旭、エマがあまね、ロゼが海夢、クレアが紗寿叶。
そもそもミラ以外のシスターは最初から現実に存在しておらず、辛い家庭環境をなかったことにしようと妄想で家族を作り出していただけで、本当の現実ではずっと病院のベッドで過ごしていた。作中の支離滅裂な会話もミラの精神が不安定になっていることで妄想内ですら平常を保てなくなっていることの描写で、消去されたセーブ画面に「思い出したくない」と表示されるなど、新菜曰く「他人の頭の中を強制的に見せられている感じ」らしい。言い争いが増え、次第に食事内容が「皆」に変わっていくのも、ミラの「体内に取り込んで一つになればどこにも行かないから」という考え。
クリア後のタイトル画面は、顔が塗りつぶされ、腕にリストカットのような傷痕が無数にあるミラに変わるという演出もある。ちなみに心寿はこの腕の傷を両親に手伝ってもらう事とし、加工時に最終的に顔が塗りつぶされることもあって本来の状況とはかけ離れた満面の笑顔で首に傷だらけの手を掛けたポーズで撮影した。

天命
ダーク・ファンタジー漫画。既刊13巻で6,000万部を突破している人気作品。司波刻央作。
天界に現れた悪魔に魅了された天使ハニエルは、神の怒りに触れ天界を追放される。ハニエルに群がり慈悲を乞う人間は、しかし人間の支配を許さぬ神の意志を体現する天使であるハニエルによって殺害されていく。それに対し人間側に立つ主人公が戦いに身を投じていく。
海夢は第13巻の裏表紙に描かれたハニエルに一目惚れして、コミックマーケットでのコスプレとすることを希望。新菜も同じ絵に強く惹かれて、積極的にハニエルの造形に取り組む。布地には綺麗であるのに留まらず重みがあり艶やかでハニエルが人間と格が違うことを表現できるものを求めて苦悩した末、思いがけない形で理想の品を入手する。しかしそれ以外の部位についても納得のできる造形を求めて没入し、海夢も一時は自分に目を向けない新菜に戸惑いを覚えるほどだった。
しかし、完成したコスチュームもそれ単体では作中のハニエルを表現し切れないと感じる新菜は、海夢のコスプレによって初めて自分の表現したいハニエルが完成するとの考えに至り、海夢の協力を真摯に求める。海夢は新菜の気持ちに応えるべく、コミケにおいてハニエルになり切ろうと努める。
ハニエル
「天命」の登場キャラクターで大天使。女性の姿で現れるが、性別は無い。愛と美を司り十二月を支配する。作者の司波は意図的に読者に向かって愛を囁くかのような描き方をしており、読者はそれに動かされてハニエルに逆らえなくなる、と評されている。
コミケ会場で、多数の参加者による囲み撮影（撮影者が被写体を囲んで一度に撮影する撮影法）が行われた。コミケ初参加で撮影会に不慣れな海夢は撮影の終わらせ方が分からず、居合わせた友人によって撮影終了を宣言してもらった。

## 作風
本作ではコスプレを軸として、少年少女の成長と恋が描かれている。お色気描写も盛り込まれているが、本作の特徴としては、特にキャラクターの心理やコスプレ衣装の制作過程が丁寧に描かれていることが挙げられている。雛人形制作をはじめ、化粧やカメラワークに関する描写があるが、作者が直接「人形のまち」として知られるさいたま市岩槻区の人形工房等へ取材するなどし、人形職人やコスプレイヤーのリアルな実情がうかがえる作品となっている。

## 制作背景
福田は本作を制作した動機について、コスプレイヤーと話をしていた際、彼氏や夫に辞めるように言われていることを知り、またそうした理由で辞めてしまうコスプレーヤーが多くいることが嫌だったと語っている。そのため本作では、何か趣味に打ち込んでいる人が読んだときに、趣味を続けることを肯定してくれるような漫画、および登場人物になるよう心がけたという。
海夢のキャラクター設定について福田は「『コスプレイヤーと付き合いたかった』『学生時代こんな女の子と付き合いたかった』と思っていた男の人の夢が叶うようにしています。」と語っている。
新菜のキャラクター設定については、当初はより軽い性格で友達も居る設定だったが、海夢と2人で協力するという状況を作るため、新菜をより追い詰め友達も両親もなくしたという。
本作を制作するにあたり福田はコスプレーヤーや人形師に何度も取材を重ねており、連載の1年ほど前に取材を受けた人形師の鈴木慶章は「何度も足を運んでくださり、人形作りに対する思いを深く聞いていただきました。また人形は、とても細かく資料に収めていました。朝の出社や仕事を始めるまでのルーティン、職人同士の会話や精神統一の仕方など、細かい部分までしっかりと見ていらっしゃったのが、印象に残っています」と語っている。

## 評価
出版取次・日本出版販売のコミック担当者は、本作について、「控え目な男子とギャルが仲良くなる」という話の流れなど、特に男性読者が感情移入しやすいつくりになっていると分析している。実際に2020年1月の時点では読者の約7割が男性であるが、一方で物語自体は女性も楽しめる内容であるため、女性の読者も増やすことに成功している。
また、本作は複数の漫画賞にノミネートされており、このうち一般投票型の漫画賞で好成績を収めている。2019年には次にくるマンガ大賞のコミックス部門で6位に入り、2020年には電子コミック大賞の男性部門賞を受賞している。同じく2020年には、全国書店員が選んだおすすめコミック（3位）、第4回みんなが選ぶTSUTAYAコミック大賞（6位）にランクインしている。

## 書誌情報
- 福田晋一 『その着せ替え人形は恋をする』 スクウェア・エニックス〈ヤングガンガンコミックス〉、全15巻
  1. 2018年11月24日初版発行（同日発売[ス 1]）、ISBN 978-4-7575-5920-2
  2. 2018年11月24日初版発行（同日発売[ス 2]）、ISBN 978-4-7575-5921-9
  3. 2019年5月25日初版発行（同日発売[ス 3]）、ISBN 978-4-7575-6138-0
  4. 2019年10月25日初版発行（同日発売[ス 4]）、ISBN 978-4-7575-6355-1
  5. 2020年5月25日初版発行（同日発売[ス 5]）、ISBN 978-4-7575-6657-6
    - 特装版（同日発売[ス 6]）、ISBN 978-4-7575-6658-3

  6. 2020年11月25日初版発行（同日発売[ス 7]）、ISBN 978-4-7575-6959-1
  7. 2021年4月24日初版発行（同日発売[ス 8]）、ISBN 978-4-7575-7212-6
    - オリジナルビッグアクリルキーホルダー付き特装版（同日発売[ス 9]）、ISBN 978-4-7575-7213-3

  8. 2021年10月25日初版発行（同日発売[ス 10]）、ISBN 978-4-7575-7344-4
    - 小冊子付き特装版（同日発売[ス 11]）、ISBN 978-4-7575-7345-1

  9. 2022年3月25日初版発行（同日発売[ス 12]）、ISBN 978-4-7575-7837-1
  10. 2022年9月24日初版発行（同日発売[ス 13]）、ISBN 978-4-7575-8101-2
  11. 2023年3月25日初版発行（同日発売[ス 14]）、ISBN 978-4-7575-8425-9
    - オリジナルアクリルジオラマ付き特装版（同日発売[ス 15]）、ISBN 978-4-7575-8426-6

  12. 2023年9月25日初版発行（同日発売[ス 16]）、ISBN 978-4-7575-8748-9
    - オリジナルアクリルジオラマ付き特装版（同日発売[ス 17]）、ISBN 978-4-7575-8749-6

  13. 2024年5月24日初版発行（同日発売[ス 18]）、ISBN 978-4-7575-9132-5
    - オリジナルアクリルジオラマ付き特装版（同日発売[ス 19]）、ISBN 978-4-7575-9133-2

  14. 2024年11月25日初版発行（同日発売[ス 20]）、ISBN 978-4-7575-9492-0
    - オリジナルアクリルジオラマ付き特装版（同日発売[ス 21]）、ISBN 978-4-7575-9493-7

  15. 2025年7月25日初版発行（同日発売[ス 22]）、ISBN 978-4-7575-9972-7
- 福田晋一（原作）・ちょぼらうにょぽみ（漫画） 『着せ替え人形でchu♡』 スクウェア・エニックス〈ヤングガンガンコミックス〉、既刊1巻（2025年7月25日現在）
  1. 2025年7月25日発売[ス 23]、ISBN 978-4-7575-9973-4

コミックスの表紙はスピンオフを含めて全て海夢が飾り、コスプレ時の姿も描くことで、読者が海夢のコスプレを堪能できるような工夫が加えられている。また、第5巻では通常版に加えて特装版がリリースされ、伊織もえが作中の衣装でコスプレした姿を収めたミニ写真集が同梱されている。

## テレビアニメ
Season 1は、2022年1月から3月までTOKYO MXほかにて放送された。ナレーションは冨岡美沙子。
2022年9月17日には続編の制作が発表された。Season 2として、2025年7月よりTOKYO MXほかにて放送中。

### スタッフ
|                              | Season 1                    | Season 2                              |
| ---------------------------- | --------------------------- | ------------------------------------- |
| 原作                         | 福田晋一                    | 福田晋一                              |
| 監督                         | 篠原啓輔                    | 篠原啓輔                              |
| 副監督                       | 平峯義大                    | 山本ゆうすけ                          |
| シリーズ構成・脚本           | 冨田頼子                    | 冨田頼子                              |
| キャラクターデザイン         | 石田一将                    | 石田一将                              |
| メインアニメーター           | 髙橋尚矢                    | 髙橋尚矢                              |
| 衣装デザイン                 | 西原恵利香                  | 西原恵利香                            |
| プロップデザイン             | N/A                         | 永木歩実                              |
| 色彩設計                     | 山口舞                      | N/A                                   |
| 美術設定 (S1) 美術監督 (S2)  | 根本洋行                    | 根本洋行                              |
| 特殊効果                     | 入佐芽詠美                  | N/A                                   |
| 撮影監督                     | 金森つばさ                  | 佐藤瑠里                              |
| テクニカルディレクター       | 佐久間悠也                  | 佐久間悠也                            |
| CGディレクター               | 宮地克明                    | 任杰                                  |
| 編集                         | 平木大輔                    | 平木大輔                              |
| 音響監督                     | 藤田亜紀子                  | 藤田亜紀子                            |
| 音響効果                     | 野崎博樹、小林亜依里        | 野崎博樹、小林亜依里                  |
| 音楽                         | 中塚武                      | 中塚武                                |
| 音楽制作                     | アニプレックス              | アニプレックス                        |
| チーフプロデューサー         | N/A                         | 中山信宏、木村康貴                    |
| プロデューサー               | 長谷川嘉範、大和田智之      | 長谷川嘉範、大和田智之                |
| プロデューサー               | 中山信宏、小松翔太 北澤史隆 | 松本美穂、山口舞 長嶺利江子、福島祐一 |
| アニメーションプロデューサー | 梅原翔太                    | 染野翔                                |
| アニメーション制作           | CloverWorks                 | CloverWorks                           |
| 製作                         | 「着せ恋」製作委員会        | 「着せ恋」製作委員会                  |

### 演出
監督を務めた篠原啓輔は、以前携わった『キズナイーバー』にて関わりのあった石田一将がアニメーションプロデューサーの梅原翔太に推薦し、本作に起用された。また、メインスタッフの多くは梅原が起用した一方、副監督の平峯義大は篠原が自ら声をかけ本作に起用された。
篠原はアニメ化にあたり、原作者の福田や本作のファンをがっかりさせないことを一番に意識したという。また、原作からセリフを細かく間引いてテンポを調節しつつも、原作のファンの解釈とズレが生じないよう自身の解釈を出来るだけ入れず、原作の雰囲気をフラットに映像に落とし込むことを意識したとも語っている。
福田は本作の制作には深く関わらず、海夢の言葉遣いや表情を指摘するなどに留め、篠原は大変ありがたかったと語っている。福田はヌルヌル女学園を始めとした本作の攻めた設定からアニメ化を諦めており、アニメ化が決まった際は予想外の出来事に実感が湧かなかったという。第1話と第2話を観た際には自身が描いた漫画が動き、声が付いた感動から、合計で13時間観たと語っている。
制作が開始した時点では原作は第4巻までしか刊行されておらず、シリーズ構成上の最終回は決められなかったことから、全体の構成よりも各話数を最大限面白くすることを意識し制作が進められた。その後脚本会議の際に、第5巻までの話の中から「好きだよ」のシーンが選ばれたという。
原作はコメディ作品でありながら海夢と新菜の情熱をまっすぐに描く必要があったことから、コスプレや雛人形制作のリアリティにこだわったという。
原作と同様に本作でもコスプレグッズの販売店やコスプレイベント、人形店への取材を行い、背景美術には取材の際に撮影された写真を元に描き起こされたものが使用された。また、新菜の実家である「五条人形」は岩槻区の人形工房「鈴木人形」がモデルとなり、手元作業の動画も撮影され作画資料として利用された。

#### 各話の演出
第1話はまずラストを、新菜から何のコスプレをしたいのか聞かれた海夢が「『聖♡ヌルヌル女学園』の〜」と答えたところにすると決め、原作の同シーンのパワーをアニメでも表現することを意識し、制作された。また後半で海夢の内面が徐々に見えてくる構成にしたかったため、前半は新菜の描写を足すことに注力し、美術監督の根本裕幸と副監督の平峯が念入りに新菜の家の設定を詰め、生活感を出すように意識し制作された。
第4話にて描かれたコスプレ衣装作りのシーンは、衣装が簡単に出来てしまうようには見えないよう、絵コンテ・演出を務めた小室裕一郎が入念に調べ、制作された。
第5話のコスプレイベントのシーンにて登場したモブキャラのコスプレ衣装は版権を侵害しないよう平峯が作成した。篠原と平峯は以前よりオンラインゲームを遊ぶ仲であり、ファンタジー系の衣装も今作におけるリアリティラインが作れたと篠原は語っている。
第7話にて登場した劇中劇『フラワープリンセス烈!!』は2000年代という時代設定に合わせ4：3の画面アスペクト比で制作されている一方、「古いアニメ」であることがわかりやすく伝わるよう1990年代のアナログなテイストの画面作りが目指されている。
第9話の絵コンテ・演出を担当した山崎雄太は、かつてガイナックスが制作した『彼氏彼女の事情』をイメージした画作りを目指しており、ガイナックスは小道具をセルで描いていたことから、それに倣って電柱などはアナログのセル調で制作された。こうしたアナログ調の特殊効果は入佐芽詠美が再現したという。
第12話の花火大会のシーンの撮影はテクニカルディレクターの佐久間悠也が担当した。篠原は花火が直接画面に映らないシーンが大変だったと語っており、撮影監督の金森つばさと共に色の反射などを細かく調整したという。

#### キャスティング・演技
海夢役を務めた直田姫奈は「自分的にやりやすいキャラクターがいるオーディションがきた！チャンスだな」と直感したといい、ファーストインプレッションを大事にしてオーディションに臨んだという。篠原は直田について、テープオーディションの時点ではそれほど目立っていなかったが、実際に目の前で演じてもらった際「海夢ってこういうことだよね」とスタッフの意見が一致したという。
演じるにあたって直田は「男前に」「小学生の男の子みたいに」とディレクションを受けたといい、自身は言葉の重みをあまり出さない「軽さ」を意識し、ギャル感を大事にして演じたという。
福田は直田の演技について「ギャルであっても下品さはなく、かわいところもあるけど変にかわいすぎない、という直田さんのさっぱりした演技は海夢のイメージ通りです！」と語っている。
新菜役を務めた石毛翔弥は新菜というキャラクターの第一印象について「とても素朴で純朴な、かつ生真面目すぎるほど生真面目な子です。パッと外見だけ見ると元気で明るい感じもするんですけど、すごく繊細でナイーブな心の持ち主で、だけど自分がやり遂げると決めたことに関しては、強い意志でやり遂げる。繊細だけど頑固なところは職人気質なのかもしれません。」と語っている。演じるにあたっては新菜の素直さやピュアな部分を丁寧に表現することを意識したという。
福田は石毛の演技について「声があまりにカッコよすぎて『新菜にもったいないのでは!? いいのか、新菜にこんな贅沢な……』と思いましたが、石毛さんの演技でより誠実さと繊細さが増して、思春期の高校生らしくてよかったです。」と語っている。

### 主題歌
「燦々デイズ」
スピラ・スピカによるSeason 1のオープニングテーマ。作詞は幹葉、作曲は寺西裕二、編曲はIf I。
令和4年アニソン大賞にて作曲賞を受賞した。
「恋ノ行方」
あかせあかりによるSeason 1のエンディングテーマ。作詞・作曲・編曲はNA.ZU.NA。
「君に伝えたいことがあるんだ」
スピラ・スピカによるSeason 1第12話の挿入歌。作詞は幹葉、作曲は寺西裕二、編曲はIf I。
「アオとキラメキ」
スピラ・スピカによるSeason 2のオープニングテーマ。作詞は幹葉、作曲・編曲は清家寛。
「Kawaii Kaiwai」
PiKiによるSeason 2のエンディングテーマ。作詞・作曲・編曲はYasutaka Nakata。

### 評価

#### 売上
本作のBlu-rayの第1巻初週売上は8931枚を記録し、週間Blu-rayランキング（オリコン調べ）では4位を獲得、アニメーション部門では『プリンセスコネクト!Re:Dive Season 2』の第1巻に次いで2位を獲得した。

#### 批評
Anime News NetworkのライターMr. AJCosplayは本作について、露骨なファンサービスや日本のコスプレという狭い主題について賛否両論があるとしつつも、独創的なショットと流れるようなアニメーションは登場人物の感情を浮き彫りにしており、スライス・オブ・ライフ（日常系）やロマンチック・コメディの限界に挑戦しているわけではないが多くの人が共感できる作品だと評し、2022年の冬アニメの中で2番目に高い評価を与えている。
Anime News NetworkのライターRichard Eisenbeisは、海夢が新菜を助けるのではなく、互いが夢に近づくために助け合うという点が他のマニック・ピクシー・ドリーム・ガールと一線を画していると述べ、性別や年齢に関係なく好きなものに熱中することを肯定し、また同じ趣味の人ではなくその趣味を尊重してくれる人を探すべきだというこの作品の道徳観を称賛し、2022年冬アニメで最も高い評価を与えている。
Anime News NetworkのライターChristopher Farrisは本作を手掛けたCloverWorksのアニメーターたちの細やかな仕事によって、海夢がコスプレを嬉しそうに着こなす様子や、コスプレ制作に励む新菜のエネルギーが視覚的に伝えられていると評し、2022年冬アニメの中で最も高い評価を与えている。

#### 反響
本作の放送により原作は大きく売上を伸ばし、放送開始当初は350万部であった累計発行部数は、放送後の2022年4月に600万部を突破した。
本作は同じくCloverWorksが手掛けた『明日ちゃんのセーラー服』と連続で放送され、フリーライターののざわよしのりは「両作の制作会社Clover Worksの美麗な作画から、一部視聴者から“クローバータイム”と呼ばれるほど高品質のアニメを届けてくれたのも忘れられない。」と語っている。
本作の制作に際し取材協力を受けた店舗は作中においても実名で登場しており、本作の舞台となった池袋や岩槻には多くのファンが「聖地巡礼」として訪れた。取材を受けたコスプレウィッグ店「スワローテイル」は本作の影響により来店客が増えたといい、店長の酒井ひよりは「普段来店される方に加え、お店を知らなかった人も来ていただいたりとか、いろいろな方面から反響があってうれしいです」と語っている。

#### さいたま市との連携
本作の舞台となっている岩槻区が所在するさいたま市は、2022年11月26日・27日にKITTE丸の内にて「岩槻の人形×その着せ替え人形は恋をする Special Collaboration in KITTE 〜ガチの職人さんの技、見れちゃっていいの!?〜」と題した同市のシティセールスイベントを開催した。終了後には、岩槻区内でアンコールイベント「岩槻の人形×その着せ替え人形は恋をする Special Collaboration in Iwatsuki 〜めっちゃアガる♡また岩槻で会えるねっ!〜」を開催した。2023年8月19日にはさいたま市花火大会岩槻会場にて「岩槻まつり 前夜祭 トークイベント」を開催し、喜多川海夢役の直田姫奈、五条新菜役の石毛翔弥、本作の主題歌を担当したスピラ・スピカ（幹葉）が出演した。同年12月9日・10日には、KITTE丸の内にてふたたび本作とコラボしたシティセールスイベント「岩槻の人形×その着せ替え人形は恋をする 〜職人さん体験できちゃうの控えめに言って最高じゃん!〜」を開催し、終了後には、岩槻区内でアンコールイベント「岩槻の人形×その着せ替え人形は恋をする 〜岩槻にも会いに来てくれるよねっ!〜」を開催した。この行政・地域側のアプローチも相まって、岩槻区は2024年度の「訪れてみたい日本のアニメ聖地88」の「アニメ聖地」の一つに選定された。

#### 人気投票
アニメイトタイムズが作品ページの閲覧数や読者からの投票などによって集計した「2022冬アニメみんなが選んだ人気ランキング・トップ20」にて本作は1位を獲得した。
ねとらぼ調査隊が2022年3月22日から3月29日にかけて実施したアンケート「2022年冬アニメで一番好きだった作品はどれ？」にて得票率18.5％となる265票を獲得し、1位となった。
アニメ！アニメ！が2022年3月13日から3月20日にかけて行ったアンケート「2022年冬アニメ（1月クール）で一番良かった作品は？」にて本作は得票率12％で1位を獲得した。

### 各話リスト
| 話数     | サブタイトル                       | 脚本         | 絵コンテ            | 演出         | 作画監督                                                               | 総作画監督                        | 初放送日      |          |          |          |          |          |          |          |          |          |          |          |          |          |          |          |          |          |
| Season 1 | Season 1                           | Season 1     | Season 1            | Season 1     | Season 1                                                               | Season 1                          | Season 1      | Season 1 | Season 1 | Season 1 | Season 1 | Season 1 | Season 1 | Season 1 | Season 1 | Season 1 | Season 1 | Season 1 | Season 1 | Season 1 | Season 1 | Season 1 | Season 1 | Season 1 |
| -------- | ---------------------------------- | ------------ | ------------------- | ------------ | ---------------------------------------------------------------------- | --------------------------------- | ------------- | -------- | -------- | -------- | -------- | -------- | -------- | -------- | -------- | -------- | -------- | -------- | -------- | -------- | -------- | -------- | -------- | -------- |
| 第1話    | 自分とは真逆の世界で生きている人   | 冨田頼子     | 篠原啓輔            | 篠原啓輔     | 小林真平 川妻智美 山崎淳                                               | 石田一将                          | 2022年 1月9日 |          |          |          |          |          |          |          |          |          |          |          |          |          |          |          |          |          |
| 第2話    | さっそく、しよっか？               | 冨田頼子     | 平峯義大            | 平峯義大     | 伊藤弘樹 村井夏織                                                      | 川妻智美                          | 1月16日       |          |          |          |          |          |          |          |          |          |          |          |          |          |          |          |          |          |
| 第3話    | じゃ、付き合っちゃう？             | 冨田頼子     | 篠原啓輔            | 佐竹秀幸     | 大成麻子 氷室陽 佐竹秀幸                                               | 山崎淳                            | 1月23日       |          |          |          |          |          |          |          |          |          |          |          |          |          |          |          |          |          |
| 第4話    | これ、彼女のとか？                 | 冨田頼子     | 小室裕一郎          | 小室裕一郎   | 村井夏織 渡辺光 龍光 明光 銀さん                                       | 石田一将                          | 1月30日       |          |          |          |          |          |          |          |          |          |          |          |          |          |          |          |          |          |
| 第5話    | この中で一番いい乳袋だからじゃん？ | 冨田頼子     | 平峯義大            | 佐久間貴史   | 助川裕彦                                                               | 山崎淳                            | 2月6日        |          |          |          |          |          |          |          |          |          |          |          |          |          |          |          |          |          |
| 第6話    | マ!?                               | 冨田頼子     | 牛嶋新一郎          | 牛嶋新一郎   | 伊藤弘樹 冨田真理                                                      | 小林真平 川妻智美 山崎淳 石田一将 | 2月13日       |          |          |          |          |          |          |          |          |          |          |          |          |          |          |          |          |          |
| 第7話    | しゅきぴとおうちデートやばっ       | 冨田頼子     | 平峯義大            | 佐沼ケン     | 石川奨士 古徳真美 藤崎真吾 北島勇樹                                    | 小林真平                          | 2月20日       |          |          |          |          |          |          |          |          |          |          |          |          |          |          |          |          |          |
| 第8話    | 逆光、オススメです                 | 冨田頼子     | 川上雄介            | 川上雄介     | 小林恵祐                                                               | 中村真由美                        | 2月27日       |          |          |          |          |          |          |          |          |          |          |          |          |          |          |          |          |          |
| 第9話    | 写真を見たら色々あったからです     | 冨田頼子     | 山﨑雄太            | 山﨑雄太     | 田村里美 村井夏織                                                      | 小林真平 石田一将                 | 3月6日        |          |          |          |          |          |          |          |          |          |          |          |          |          |          |          |          |          |
| 第10話   | 誰にでも色々あるんです             | 冨田頼子     | 杉野垣裕菜          | 中込健人     | 助川裕彦                                                               | -                                 | 3月13日       |          |          |          |          |          |          |          |          |          |          |          |          |          |          |          |          |          |
| 第11話   | 俺は今、ラブホテルにいます         | 冨田頼子     | 山本ゆうすけ        | 山本ゆうすけ | 山崎淳 冨田真理 氷室陽 Park Se Young けろりら                          | 山崎淳                            | 3月20日       |          |          |          |          |          |          |          |          |          |          |          |          |          |          |          |          |          |
| 第12話   | その着せ替え人形は恋をする         | 冨田頼子     | 山﨑雄太            | 平峯義大     | 小林真平 田村里美 伊藤弘樹 助川裕彦 Park Se Young BONO 石田一将 山崎淳 | 石田一将 山崎淳                   | 3月27日       |          |          |          |          |          |          |          |          |          |          |          |          |          |          |          |          |          |
| Season 2 |                                    |              |                     |              |                                                                        |                                   |               |          |          |          |          |          |          |          |          |          |          |          |          |          |          |          |          |          |
| 第13話   | 五条新菜 15歳 思春期               | 冨田頼子     | 篠原啓輔            | 篠原啓輔     | 石田一将 山崎淳                                                        | 石田一将 山崎淳 八重樫洋平        | 2025年 7月6日 |          |          |          |          |          |          |          |          |          |          |          |          |          |          |          |          |          |
| 第14話   | おっぱいは装備できるから           | 冨田頼子     | 山本ゆうすけ        | 山本ゆうすけ | 髙橋尚矢 まりんぐ・そんぐ                                              | 石田一将 山崎淳 八重樫洋平        | 7月13日       |          |          |          |          |          |          |          |          |          |          |          |          |          |          |          |          |          |
| 第15話   | 日常パートめっちゃすこ〰〰〰〰♡♡♡  | 冨田頼子     | 吉川知希            | 吉川知希     | 助川裕彦 稲田舞                                                        | 石田一将 山崎淳 八重樫洋平        | 7月20日       |          |          |          |          |          |          |          |          |          |          |          |          |          |          |          |          |          |
| 第16話   | あたしの体の事、全部知ってるんだ   | 篠原啓輔     | 黒沢守              | 佐久間貴史   | 上武優也 伊藤弘樹                                                      | 石田一将 山崎淳 八重樫洋平        | 7月27日       |          |          |          |          |          |          |          |          |          |          |          |          |          |          |          |          |          |
| 第17話   | 8億                                | 冨田頼子     | 若林信              | 小室裕一郎   | 山崎淳 有間涼太 h.s 八重樫洋平                                         | 石田一将 山崎淳 八重樫洋平        | 8月3日        |          |          |          |          |          |          |          |          |          |          |          |          |          |          |          |          |          |
| 第18話   | 俺が絶対に 俺の手で                | 冨田頼子     | 刈谷暢秀 斎藤圭一郎 | 刈谷暢秀     | 上武優也 髙橋尚矢 まりんぐ・そんぐ Nogya 山崎淳 石田一将               | 石田一将 山崎淳 八重樫洋平        | 8月10日       |          |          |          |          |          |          |          |          |          |          |          |          |          |          |          |          |          |
| 第19話   | 思い出刻むぜ！                     | 山本ゆうすけ | 山本ゆうすけ        | 山本ゆうすけ | 小田景門                                                               | 石田一将 山崎淳 八重樫洋平        | 8月17日       |          |          |          |          |          |          |          |          |          |          |          |          |          |          |          |          |          |

### 放送局
| 放送期間                | 放送時間                     | 放送局       | 対象地域       | 備考                                 |
| ----------------------- | ---------------------------- | ------------ | -------------- | ------------------------------------ |
| 2022年1月9日 - 3月27日  | 日曜 0:00 - 0:30（土曜深夜） | TOKYO MX     | 東京都         | 製作参加                             |
|                         |                              | とちぎテレビ | 栃木県         |                                      |
|                         |                              | 群馬テレビ   | 群馬県         |                                      |
|                         |                              | BS11         | 日本全域       | 製作参加 / BS放送 / 『ANIME+』枠     |
|                         | 日曜 22:00 - 22:30           | AT-X         | 日本全域       | CS放送 / 字幕放送 / リピート放送あり |
| 2022年1月11日 - 3月29日 | 火曜 2:29 - 2:59（月曜深夜） | 読売テレビ   | 近畿広域圏     | 『MANPA』第2部                       |
| 2022年1月13日 - 4月7日  | 木曜 1:40 - 2:10（水曜深夜） | 九州朝日放送 | 福岡県         |                                      |
| 2022年1月14日 - 4月1日  | 金曜 1:56 - 2:26（木曜深夜） | メ〜テレ     | 中京広域圏     |                                      |
| 2022年3月12日 - 5月28日 | 土曜 1:55 - 2:25（金曜深夜） | 山陰放送     | 鳥取県・島根県 | 『森谷佳奈のアニ物語』枠             |

| 配信開始日    | 配信時間                   | 配信サイト |
| ------------- | -------------------------- | --- |
| 2022年1月9日  | 日曜 0:30（土曜深夜） 更新 | Amazon Prime Video dアニメストア （本店・for Prime Video・ニコニコ支店）                                                               |
| 2022年1月11日 | 火曜 12:00 更新            | Netflix U-NEXT アニメ放題 ABEMA バンダイチャンネル Hulu GYAO! ひかりTV FOD ニコニコチャンネル HAPPY!動画 Video Market DMM.com music.jp |
|               | 火曜 19:00 更新            | TSUTAYA TV |
|               | 火曜 22:30 - 23:00         | ニコニコ生放送 |
| 2022年1月12日 | 水曜 0:00（火曜深夜） 更新 | TELASA J:COMオンデマンド みるプラス auスマートパスプレミアム                                                                           |

| 放送期間        | 放送時間                     | 放送局       | 対象地域   | 備考                                 |
| --------------- | ---------------------------- | ------------ | ---------- | ------------------------------------ |
| 2025年7月6日 -  | 日曜 0:00 - 0:30（土曜深夜） | TOKYO MX     | 東京都     | 製作参加                             |
|                 |                              | BS11         | 日本全域   | 製作参加 / BS放送 / 『ANIME+』枠     |
|                 |                              | とちぎテレビ | 栃木県     |                                      |
|                 |                              | 群馬テレビ   | 群馬県     |                                      |
|                 | 日曜 22:00 - 22:30           | AT-X         | 日本全域   | CS放送 / 字幕放送 / リピート放送あり |
| 2025年7月11日 - | 金曜 0:56 - 1:26（木曜深夜） | 北海道放送   | 北海道     |                                      |
|                 | 金曜 2:04 - 2:38（木曜深夜） | 読売テレビ   | 近畿広域圏 |                                      |
|                 | 金曜 2:30 - 3:00（木曜深夜） | メ〜テレ     | 中京広域圏 |                                      |
| 2025年8月23日 - | 土曜 22:00 - 22:30           | アニマックス | 日本全域   | BS/CS放送 / リピート放送あり         |

| 配信開始日   | 配信時間                     | 配信サイト |
| ------------ | ---------------------------- | --- |
| 2025年7月6日 | 日曜 0:30（土曜深夜） 更新   | Amazon Prime Video |
| 2025年7月8日 | 火曜 12:00 更新              | dアニメストア （本店・for Prime Video・ニコニコ支店） Disney+ Netflix ABEMA U-NEXT Hulu DMM.com Lemino バンダイチャンネル FOD TELASA J:COMオンデマンド milplus アニメ放題 AnimeFesta ニコニコチャンネル |
| 2025年7月9日 | 水曜 0:00 - 0:30（火曜深夜） | ニコニコ生放送 |

### BD / DVD
| 巻 | 発売日        | 収録話          | 規格品番      | 規格品番      |
| 巻 | 発売日        | 収録話          | BD限定版      | DVD限定版     |
| -- | ------------- | --------------- | ------------- | ------------- |
| 1  | 2022年3月23日 | 第1話 - 第2話   | ANZX-15921/2  | ANZB-15921/2  |
| 2  | 2022年4月27日 | 第3話 - 第4話   | ANZX-15923/4  | ANZB-15923/4  |
| 3  | 2022年5月25日 | 第5話 - 第6話   | ANZX-15925/6  | ANZB-15925/6  |
| 4  | 2022年6月29日 | 第7話 - 第8話   | ANZX-15927/8  | ANZB-15927/8  |
| 5  | 2022年7月27日 | 第9話 - 第10話  | ANZX-15929/30 | ANZB-15929/30 |
| 6  | 2022年8月31日 | 第11話 - 第12話 | ANZX-15931/2  | ANZB-15931/2  |

| 巻 | 発売日             | 収録話          | 規格品番      | 規格品番      |
| 巻 | 発売日             | 収録話          | BD限定版      | DVD限定版     |
| -- | ------------------ | --------------- | ------------- | ------------- |
| 7  | 2025年9月24日予定  | 第13話 - 第14話 | ANZX-17661/2  | ANZB-17661/2  |
| 8  | 2025年10月29日予定 | 第15話 - 第16話 | ANZX-17663/4  | ANZB-17663/4  |
| 9  | 2025年11月26日予定 | 第17話 - 第18話 | ANZX-17665/6  | ANZB-17665/6  |
| 10 | 2025年12月24日予定 | 第19話 - 第20話 | ANZX-17667/8  | ANZB-17667/8  |
| 11 | 2026年1月28日予定  | 第21話 - 第22話 | ANZX-17669/70 | ANZB-17669/70 |
| 12 | 2026年2月25日予定  | 第23話 - 第24話 | ANZX-17671/2  | ANZB-17671/2  |

### Webラジオ
Season 1の放送に合わせて、直田姫奈（喜多川海夢 役）と石毛翔弥（五条新菜 役）によるWebラジオ『その着せ替え人形はラジオをする』が、2021年12月17日から2022年7月29日まで音泉およびアニプレックスのYouTubeにて配信された。2021年12月は隔週、2022年1月〜3月は毎週、4月は隔週、5月から7月は月一配信。また、2022年3月27日のAnimeJapan 2022ではANIPLEXブースにて出張版（第13.5回）が、7月24日の＜音泉＞祭り2022夏では特別ステージが行われた。第8回アニラジアワードにて最優秀男女ラジオ賞を受賞。
2023年10月27日には単行本の1000万部突破記念の特別回が配信された。
Season 2の放送に合わせて、『その着せ替え人形はラジオをする Season 2』が2025年7月4日より配信されている。
| Season１ ゲスト - 第7回 - スピラ・スピカ Vo.幹葉 - 第8回 - あかせあかり - 第10回 - 種﨑敦美（乾紗寿叶 役） - 第11回 - 羊宮妃那（乾心寿 役） - 第17回 - スピラ・スピカ Vo.幹葉 - 第18回 - 種﨑敦美（乾紗寿叶 役）、羊宮妃那（乾心寿 役） | Season２ ゲスト - 第5回 - 武田羅梨沙多胡（菅谷乃羽 役）、雨宮夕夏（八尋大空 役） - 第6回 - 内田修一（森田健星 役）、八代拓（古賀岳琉 役） |

ラジオCD
- DJCD「その着せ替え人形はラジオをする」[83]（2022年8月17日発売）

### Web番組
アニプレックスのYouTubeチャンネルで配信。
- TVアニメ「その着せ替え人形は恋をする」最新情報解禁生配信（2021年11月14日・12月4日）

アニメ最新情報を伝える生配信番組。出演は直田姫奈（喜多川海夢 役）、石毛翔弥（五条新菜 役）、番組進行はコスプレイヤーの伊織もえが担当した。
- その主人公声優は服を縫う（2021年12月31日 - 2022年3月26日・5月1日）

直田姫奈（喜多川海夢 役）が着るコスプレ衣装を石毛翔弥（五条新菜 役）が実際に縫うチャレンジ企画。
約3カ月かけて完成した衣装は、2022年3月27日のAnimeJapan 2022で行われた「TVアニメ『その着せ替え人形は恋をする』スペシャルステージ 〜コスプレって…究極の愛じゃん！〜」で披露された。
Season 2の放送に合わせて、同企画の再実施進行中。

### アプリ
- 『TVアニメ「その着せ替え人形は恋をする」海夢アラーム』（モブキャストホールディングス、2022年7月1日発売[85]）

### 関連書籍
- 『その着せ替え人形は恋をする TVアニメ公式ファンブック 喜多川海夢しか勝たん』スクウェア・エニックス、2022年9月24日発売[86]、ISBN 978-4-7575-8158-6
- 『その着せ替え人形は恋をする 原画集』CloverWorks、2023年3月16日[87]

## テレビドラマ
2024年10月9日（8日深夜）から12月11日（10日深夜）まで毎日放送の「ドラマイズム」枠で放送された。主演は永瀬莉子と野村康太。

### スタッフ（テレビドラマ）
- 原作 - 福田晋一『その着せ替え人形は恋をする』（掲載『ヤングガンガン』スクウェア・エニックス刊）
- 監督 - 神徳幸治[11]、大﨑翔、佐々木豪、本間利幸
- 脚本 - おかざきさとこ[11]
- 音楽 - 馬瀬みさき
- オープニング主題歌 - 超ときめき♡宣伝部「プリンセスヒーロー」（avex trax）[88]
- エンディング主題歌 - PEDRO「ラブリーベイビー」（EMI Records）[88]
- コスプレ監修 - 宮本彩希、千都ちひろ、PPエンタープライズ
- 雛人形監修 - 三代目・鈴木慶章、鈴木人形
- アソシエイトプロデューサー - 貸川聡子（共同テレビ）
- チーフプロデューサー - 瀬戸麻理子、丸山博雄（MBS）
- プロデューサー - 高尾沙織、村島亘（MBS）、中村亮太（共同テレビ）、手銭陸（共同テレビ）、歌谷康祐（共同テレビ）
- 制作プロダクション - 共同テレビジョン[11]
- 製作 - ドラマ「その着せ替え人形は恋をする」製作委員会、毎日放送[11]

### 放送日程（テレビドラマ）
| 話数   | 放送日   | サブタイトル              | 監督     |
| ------ | -------- | ------------------------- | -------- |
| 第1話  | 10月09日 | 真逆の2人                 | 神徳幸治 |
| 第2話  | 10月16日 | 初めての友達              | 神徳幸治 |
| 第3話  | 10月23日 | 私、雫たんになれてる....? | 神徳幸治 |
| 第4話  | 10月30日 | ジュジュ様からの依頼      | 大﨑翔   |
| 第5話  | 11月06日 | “好き”に正直になる        | 大﨑翔   |
| 第6話  | 11月13日 | 伝わらない恋心            | 佐々木豪 |
| 第7話  | 11月20日 | 自分を好きになれること    | 本間利幸 |
| 第8話  | 11月27日 | もう“好き”に嘘はつかない  | 神徳幸治 |
| 第9話  | 12月04日 | ついに始まる文化祭        | 神徳幸治 |
| 最終話 | 12月11日 | 世界で一番奇麗な人        | 神徳幸治 |

### ネット局
| 放送期間                 | 放送時間                     | 放送局    | 対象地域   | 備考   |
| ------------------------ | ---------------------------- | --------- | ---------- | ------ |
| 2024年10月9日 - 12月11日 | 水曜 0:59 - 1:29（火曜深夜） | 毎日放送  | 近畿広域圏 | 製作局 |
|                          | 水曜 1:28 - 1:58（火曜深夜） | TBSテレビ | 関東広域圏 |        |

### ネット配信
| 配信開始月 | 配信サイト    | 配信料金     | 備考       |
| ---------- | ------------- | ------------ | ---------- |
| 2024年10月 | TVer          | 広告付き無料 | 見逃し配信 |
| 2024年10月 | MBS動画イズム | 広告付き無料 | 見逃し配信 |

| 毎日放送 ドラマイズム          | 毎日放送 ドラマイズム      | 毎日放送 ドラマイズム |
| 前番組                         | 番組名                     | 次番組                |
| ------------------------------ | -------------------------- | --------------------- |
| 完璧ワイフによる完璧な復讐計画 | その着せ替え人形は恋をする | レッドブルー          |

## 展覧会
その着せ替え人形は恋をする展
テレビアニメ放送1周年を記念し、2023年3月16日から4月17日までアニメイト池袋本店にあるSpace Galleriaで展覧会が開催された。アニメの原画や特別衣装などが展示された。
5th Anniversary その着せ替え人形は恋をする展覧会
連載5周年を記念した展覧会。2023年8月から2025年1月まで、全国6都市7会場にて開催された。

## コラボレーション
ドン・キホーテ
2022年9月3日より、全国のお店で実施された。水着姿の描き下ろしイラストによる、コラボ商品が多数発売された。またメディコスオンラインショップにて、通信販売が行われた。
MANHATTAN ROLL ICE CREAM
2022年10月7日より、コラボが開催された。コラボメニューが登場した。購入特典で、オリジナルコースターが配布された。また、オリジナルグッズも発売された。
FUNTOS
2023年5月12日より、コラボが開催された。コラボドリンクや、オリジナルグッズが発売された。また、一定の金額毎に購入特典がもらえた。
ローソン
2023年7月18日より、コラボが開催された。対象商品を3点購入する毎にクリアファイル貰える。また、Twitterにて、引用ツイートすることでクオカードがあたるキャンペーンを実施された。
SuperGroupies
作中に登場するコスプレ衣装をモチーフにした、「腕時計」「バッグ」「財布」が発売された。